# 老寨子乡
老寨子乡，是中华人民共和国四川省凉山彝族自治州金阳县曾经下辖的一个乡。2021年1月12日，撤销老寨子乡，其所属行政区域为德溪镇的行政区域。

## 行政区划
老寨子乡撤销前下辖以下地区：
色色洛村、补久村、嘎克村、哼里村、则果村和溪底村。